# Венансио, Сцилла
Сцилла Венансио (порт. Scylla Venâncio; 9 мая 1917, Рио-де-Жанейро — неизвестно) — бразильская пловчиха. Участница летних Олимпийских игр 1936 года.

## Биография
Сцилла Венансио родилась 9 мая 1917 года в бразильском городе Рио-де-Жанейро.
Выступала в соревнованиях по плаванию за «Эсперию» из Сан-Паулу, а с 1937 года — за «Фламенго» из Рио-де-Жанейро.
В 1935 году завоевала золотую медаль на впервые проводившемся с участием женщин чемпионате Южной Америки по плаванию в Рио-де-Жанейро, выиграв эстафету 4х100 метров вольным стилем вместе с Марией Ленк, Пьедад Коутинью и Эленой Саллес.
В 1936 году вошла в состав сборной Бразилии на летних Олимпийских играх в Берлине. На дистанции 100 метров вольным стилем в четвертьфинальном заплыве заняла последнее, 8-е место, показав результат 1 минута 15,1 секунды и уступив 5,9 секунды попавшей в полуфинал с 4-го места Филлис Дьюар из Канады. На дистанции 400 метров вольным стилем в четвертьфинальном заплыве заняла последнее, 5-е место, показав результат 6.23,0 и уступив 32,6 секунды попавшей в полуфинал с 3-го места Кадзуэ Кодзиме из Японии.
Дата смерти неизвестна.